# 1288 Санта
1288 Санта (1288 Santa) — астероїд головного поясу, відкритий 26 серпня 1933 року.
Тіссеранів параметр щодо Юпітера — 3,277.